# Spaanshuisken
Spaanshuisken is een Nederlandse buurtschap van het kerkdorp Koningsbosch in de Limburgse gemeente Echt-Susteren gelegen aan de grens met Duitsland en gebouwd rond een oud tolhuis, dat stamt uit de dagen van Filips II. Aan de Duitse kant van de grens ligt Saeffelen. In de buurtschap staat de Onze-Lieve-Vrouw-van-Altijddurende-Bijstandkapel. De buurtschap ligt op de Geilenkirchener Lehmplatte.

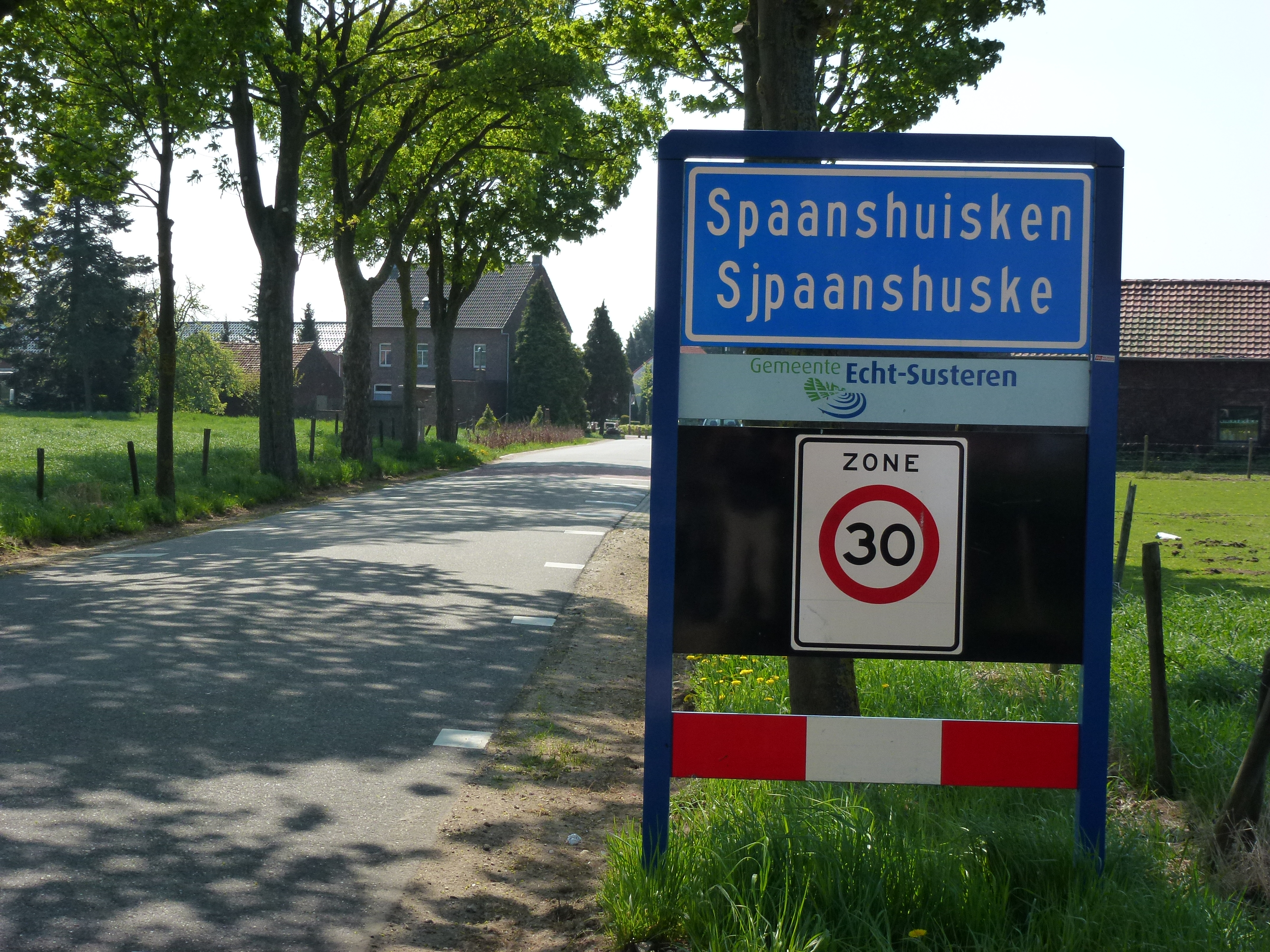
Entreebord
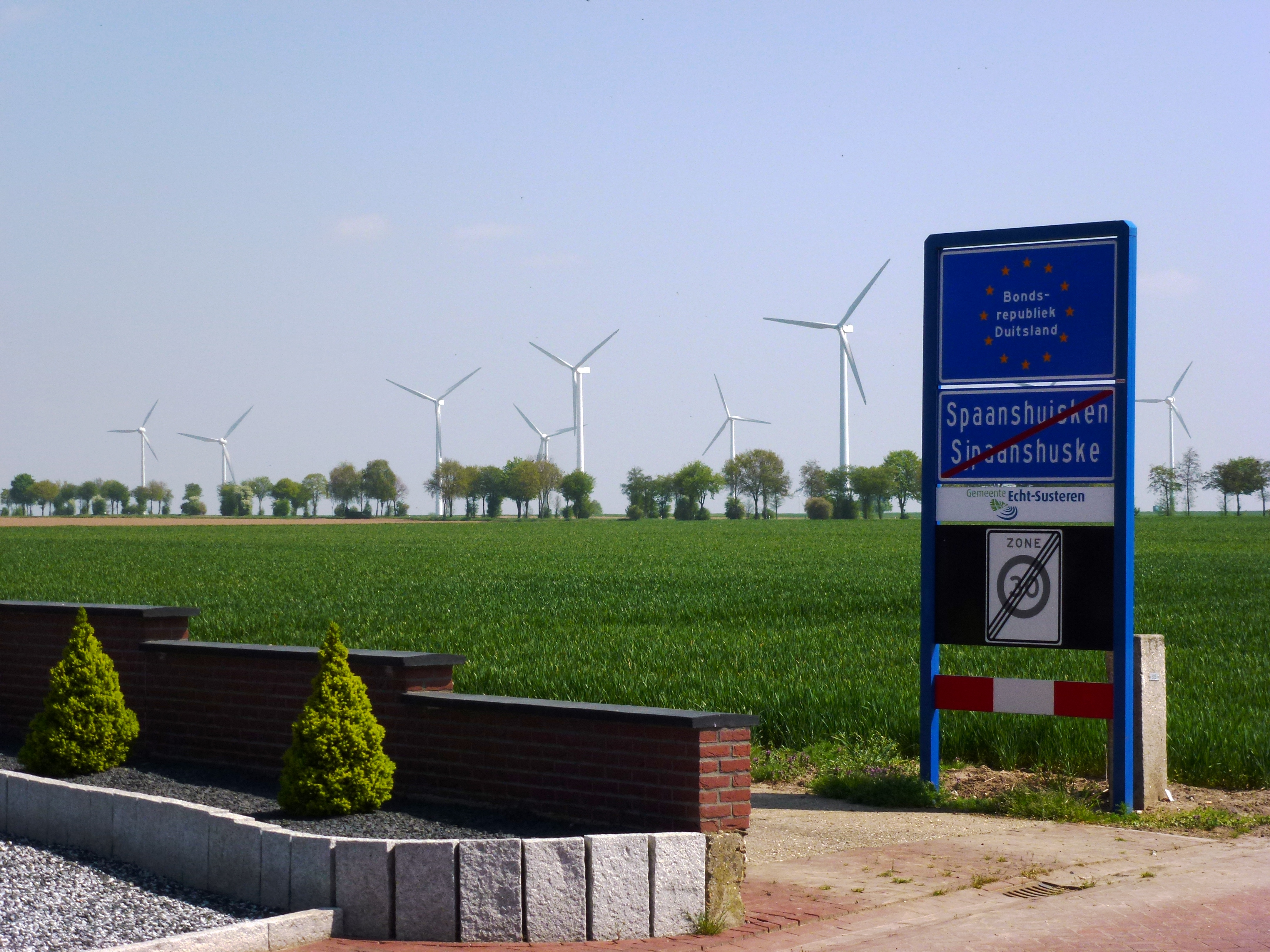
Grensplaat en zicht op windmolenpark in Duitsland
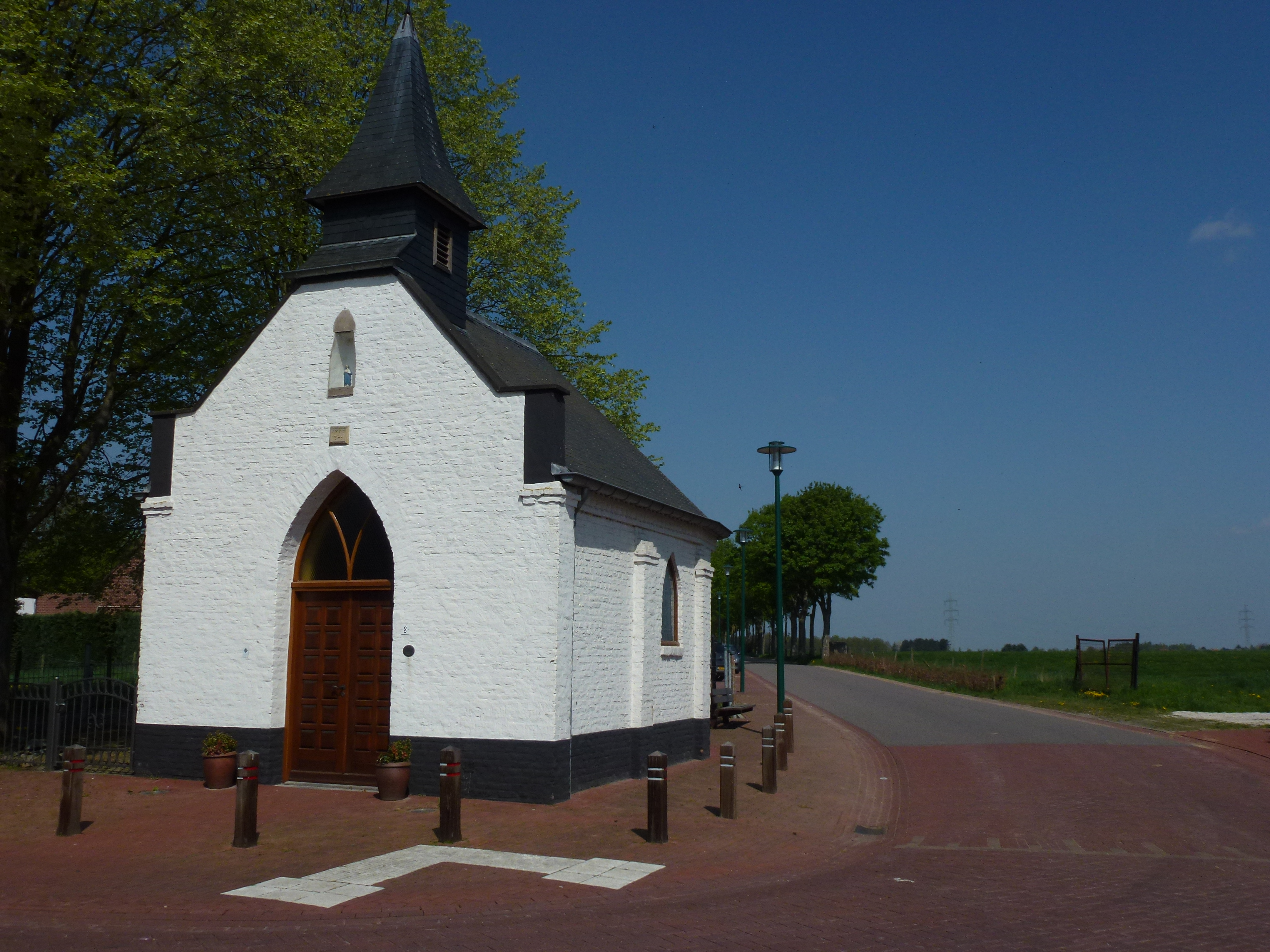
Kapel
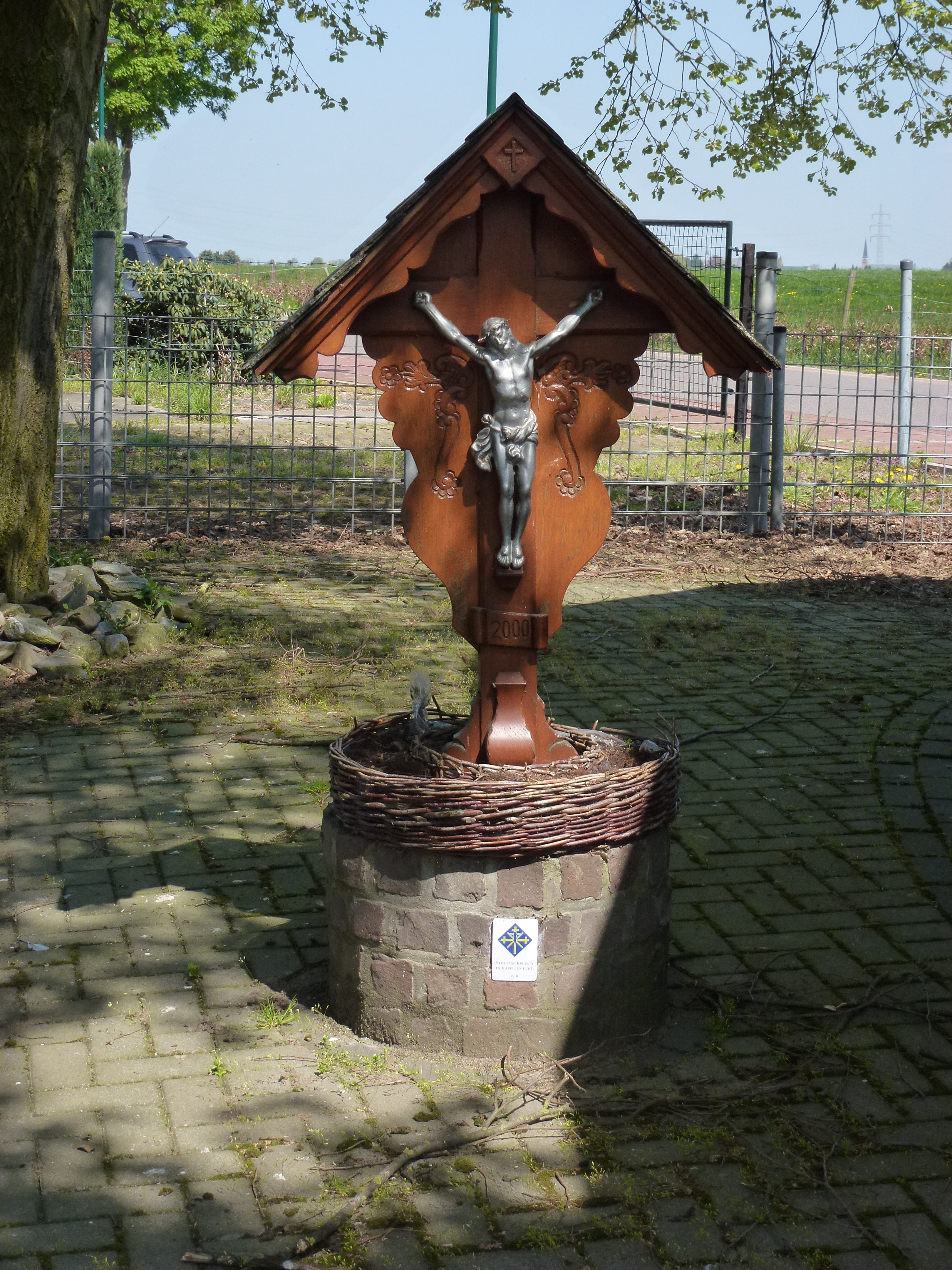
Wegkruis

Kernen: Dieteren · Echt · Koningsbosch · Maria Hoop · Nieuwstadt · Pey · Roosteren · Sint Joost · Slek · Susteren

Buurten en buurtschappen: Aan het Echterbosch · Aan Reijans · Aasterberg · Baakhoven · Berkelaar · Christinawijk · Echterbosch · Frenkenshof · Gebroek · Gulickshof · Haeselaarbroek · Heide · Hingen · Hommelhof · Illikhoven · Kokkelert · Lange Bosschen · Liboscherveld · Mariaveld · Pepinusbrug · Pepiniushof · In de Mehre · Middelveld · Munsterveld · Oevereind · Ophoven · Oud-Roosteren · Putbroek · Schilberg · Sint Anna · Sint Antoniushoeve · Spaanshuisken · Visserweert · Vogelsang · Wolfskoul

Bedrijventerreinen: De Berk · Businesspark ML · Dieterderweg · De Loop · Wolfskoul

Limburg: Steden en dorpen      Nederland: Provincies · Gemeenten